# ايريك باكر
ايريك باكر (بالهولندية: Erik Bakker)‏ (ولد في 21 مارس 1990) هو لاعب كرة قدم هولندي يلعب كلاعب وسط.

## روابط خارجية
- ايريك باكر على موقع قاعدة بيانات كرة القدم.إي يو (الإنجليزية)
- ايريك باكر على موقع Soccerway.com (الإنجليزية)
- ايريك باكر على موقع عالم كرة القدم.نت (الإنجليزية)